# Batalla de Rathmines
La batalla de Rathmines tuvo lugar en los alrededores y en lo que ahora es el suburbio dublinés de Rathmines, en agosto de 1649, durante las guerras confederadas de Irlanda, teatro de las guerras de los tres reinos. La batalla se llevó a cabo entre un ejército parlamentario inglés que tomó Dublín y por un contingente armado compuesto por tropas de «Confederados irlandeses» e «ingleses realistas». La batalla finalizó con la derrota del «Ejército Confederado-Real», permitiendo así el desembarco en la isla de Oliver Cromwell con su nuevo ejército modelo, varios días después, para culminar en los posteriores cuatro años la conquista de la isla de Irlanda.

## Preliminares
Allá en 1649, Irlanda ya había estado en guerra durante ocho años desde que comenzó la rebelión de 1641. Durante este tiempo, la mayoría del país estuvo gobernado por la Confederación Católica, un gobierno de irlandeses católicos que tenía su sede en la ciudad de Kilkenny. Los confederados se aliaron con los «Realistas» en la guerra civil inglesa, contra el Parlamento inglés, el cual estaba comprometido en reconquistar la isla, suprimir la religión católica y destruir la clase terrateniente católico irlandesa. Después de mucha lucha interna, los confederados firmaron un tratado de paz con Carlos I, que pronto fue ejecutado por el Parlamento Rabadilla, acordando aceptar que entrasen tropas «Realistas» en la isla y poner a sus propios ejércitos bajo el mando de sus oficiales, en particular de James Butler. En 1649, el Parlamento inglés tan solo poseía dos pequeños enclaves en Dublín y en Derry.

## La batalla

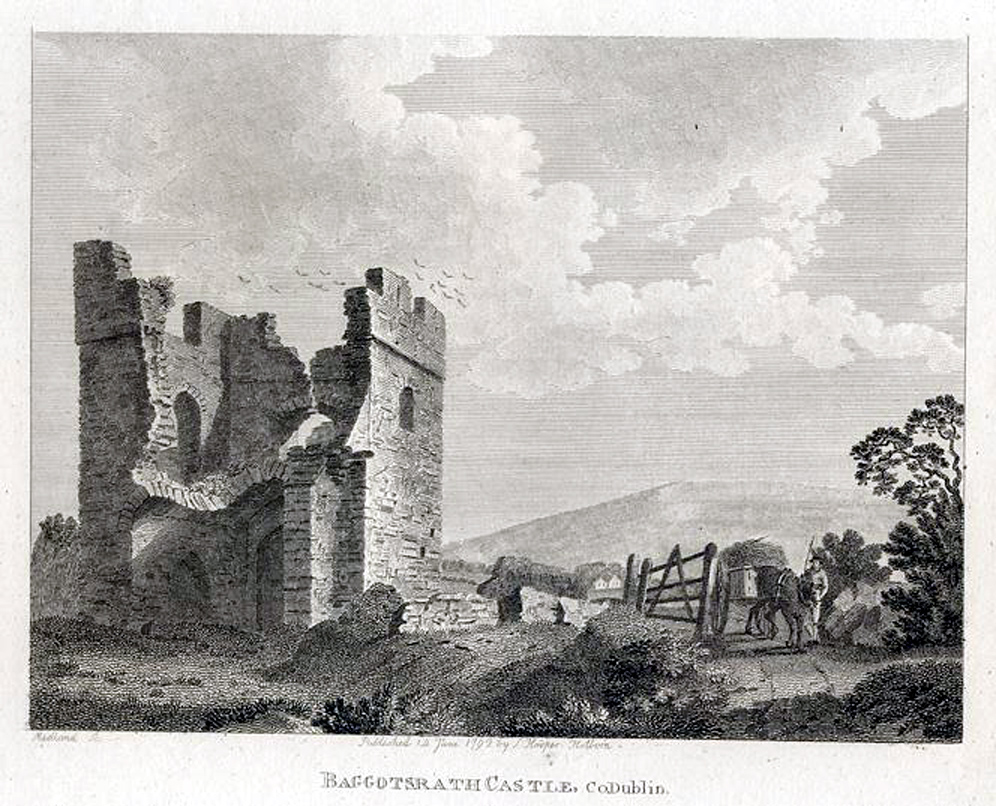
Ilustración del Castillo de Baggostrath.

En julio de 1649, Ormonde dirigió las fuerzas de su coalición de 11 000 hombres hacia las afueras de Dublín, para arrebatar la ciudad a su guarnición «Parlamentaria», la cual había ocupado la ciudad en 1647. Ormonde tomó el castillo de Rathfarnham y acampó en el parque Palmerston de Rathgar, a unos 5 kilómetros de la ciudad. La zona donde Ormonde acampó está hoy en día completamente urbanizada, pero en 1649, era toda campo abierto. Ormonde comenzó acercando lentamente a sus fuerzas hacia Dublín, tomando los pueblos en torno a su perímetro y al final, envió a un contingente de 2300 soldados (entre militares e ingenieros) comandado por el general Purcell, al castillo de Baggotsrath. Las tropas parlamentaristas habían demolido parcialmente el castillo para evitar su utilización por los confederados, pero Ormonde consideró que aún podría ser útil. Este castillo estaba situado en el lugar donde se encuentra hoy día el puente de la calle Baggot. Posteriormente, una fuerza de caballería de 2000 hombres, comandada por Sir William Vaughan se unió a la infantería de Purcell.
Sin embargo, Ormonde no esperaba que Michael Jones, el comandante de los Parlamentaristas, tomara la iniciativa. Jones, anticipando las intenciones de Ormonde, decidió evitar su maniobra, lanzando un ataque sorpresa sobre la avanzada guarnición de Baggotsrath el 2 de agosto desde Irishtown con 5000 hombres. Vaughan lanzó una carga de caballería contra los parlamentaristas que fue totalmente destruida. Los hombres de Purcell trataron de mantener posiciones, pero fueron arrollados por las fuerzas enemigas, que mataron o hicieron prisioneros a la mayoría y pusieron en fuga al resto. Viendo la situación, Jones decidió sacar provecho y atacar al campamento principal de los Confederados, por lo que dio orden a sus tropas de avanzar hacia Rathamines.
Al tener conocimiento de estos sucesos, Ormonde reaccionó, y envió unidades para contener el avance Parlamentarista. Sin embargo, el rápido avance de los Roundheads impidió formar una línea sólida. Además, al haber perdido su caballería en Baggotsrath, los confederados no podían oponer resistencia a la caballería de Jones. La situación se prolongó hasta que el comandante realista, el conde de Inchiquin organizó las tropas en la retaguardia, y permitió retirarse a los irlandeses. Ormonde afirmó que había perdido 500 hombres, mientras que Jones afirmaba haber matado a 4000 y tomado 2517 prisioneros entre Realistas y Confederados, mientras que él solo había registrado un puñado de bajas. Los historiadores modernos tienden a creer a Jones, ya que, en las guerras de la época, si un ejército era puesto en fuga y perseguido, las bajas solían ser muy elevadas entre los perseguidos y muy bajas entre los perseguidores . Ormonde perdió también toda su artillería y suministros.

## Consecuencias
Tras la batalla, Ormonde se retiró de Dublín, lo que permitió desembarcar a Cromwell el 15 de agosto, junto con un ejército formado por 15 000 veteranos, ocupando Drogheda el 11 de septiembre masacrando a la guarnición y a parte de su población civil. Cromwell calificó la batalla como «un impresionante favor», tomándolo como signo de que Dios había aprobado su conquista de Irlanda. Sin la victoria de Jones en Rathmines, el New Model Army no hubiera podido desembarcar y la conquista de Irlanda por Cromwell hubiera sido mucho más complicada. La incompetencia de Ormonde decepcionó a muchos Confederados que habían visto en la unión a los realistas su única opción. El año siguiente, Ormonde fue relevado del cargo de comandante de las fuerzas irlandesas.